# Le Château de Fu Manchu
Série
Le Sang de Fu Manchu
(1968)
Pour plus de détails, voir Fiche technique et Distribution.
Le Château de Fu Manchu (The Castle of Fu Manchu) est un film germano-hispano-italo-britannique réalisé par Jesús Franco, sorti en 1969.

## Synopsis
Fu Manchu ambitionne de geler tous les océans du globe. Pour finir de mettre au point sa nouvelle arme révolutionnaire, il enlève le docteur Melnik. Mais ce dernier a le cœur malade et il doit être opéré sans attendre. Qu'à cela ne tienne, Fu Manchu enlève son médecin et son assistante. Par un curieux hasard, le médecin kidnappé est un ami des deux ennemis jurés du Chinois

## Fiche technique
- Titre original : The Castle of Fu Manchu
- Titre français : Le Château de Fu Manchu
- Titre allemand : Die Folterkammer des Dr. Fu Man Chu
- Titre espagnol : El castillo de Fu Manchú
- Titre italien : Il castello di Fu Manchu
- Réalisation : Jesús Franco
- Scénario : Manfred Barthel, Michael Haller et Harry Alan Towers, d'après les personnages créés par Sax Rohmer
- Production : Harry Alan Towers et Jaime Jesús Balcázar
- Sociétés de production : Balcázar Producciones Cinematográficas, Terra Filmkunst et Tilma Films
- Musique : Charles Camilleri
- Photographie : Manuel Merino
- Montage : John Colville
- Décors : Santiago Ontañón
- Costumes : Berenice Sparano
- Pays de production :  Royaume-Uni,  Allemagne de l'Ouest,  Italie,  Espagne,  Liechtenstein
- Genre : Aventure et horreur
- Format : Couleurs - 1,66:1 - Mono - 35 mm
- Genre : Action, aventure
- Durée : 92 minutes
- Dates de sortie : 
  - Allemagne de l'Ouest : 30 mai 1969
  - Espagne : 18 septembre 1972
  - États-Unis : 1972
  - Royaume-Uni : 1972

## Distribution
- Christopher Lee : Fu Manchu
- Richard Greene : Nayland Smith
- Howard Marion-Crawford : le docteur Petrie
- Günther Stoll : Curt
- Rosalba Neri : Lisa
- Maria Perschy : Marie
- Tsai Chin : Lin Tang
- Werner Abrolat : Melnik
- José Manuel Martín : Omar Pashu

## Production

### Tournage
Le tournage s'est déroulé à Barcelone et İstanbul.
Le prologue est en réalité un savant montage mêlant la fin de Les 13 fiancées de Fu Manchu (1966) et de Atlantique, latitude 41° (1958), film britannique en noir et blanc traitant du naufrage du Titanic.

### Caméo
Apparition du cinéaste dans le rôle de l'inspecteur Ahmet, venu prêter main-forte à l'héroïque duo britannique.

### Suites
Après Le Masque de Fu-Manchu (1965), Les 13 fiancées de Fu Manchu (1966), La Vengeance de Fu Manchu (1967) et The Blood of Fu Manchu (1968), il s'agit de la cinquième et dernière interprétation du démoniaque asiatique par Christopher Lee (dans son autobiographie Le Seigneur du désordre, Lee affirme avoir décliné en 1977 l'offre de John Landis de parodier le personnage dans un sketch de Hamburger Film Sandwich.)

## Différents titres
- Assignment Istanbul (États-Unis)